# Sofron Dmyterko
Sofron Dmyterko, imię świeckie Stefan (ur. 1 czerwca 1917 w Byczkiwcach, zm. 5 listopada 2008 w Iwano-Frankiwsku) – greckokatolicki biskup iwanofrankowski (1991–1997)

## Młodość
Jako siedemnastolatek wstąpił do seminarium bazyliańskiego w Tarnopolu, równocześnie przebywał w nowicjacie zakonnym i studiował teologię oraz filozofię. Po rozpoczęciu okupacji hitlerowskiej został aresztowany i wysłany do obozu pracy. Po zwolnieniu wrócił do Lwowa, a następnie został prefektem instytutu misjonarzy w Buczaczu. Po zamknięciu tej instytucji Dmyterko został ponownie zatrzymany, tym razem przez NKWD. Po uwolnieniu nie mógł wrócić do pracy duszpasterskiej; w obawie przed nowym aresztowaniem ukrywał się w prywatnych domach. Nie uchroniło go to przed kolejnymi zatrzymaniami i próbami skłonienia do przejścia na prawosławie.

## Biskup podziemnego Kościoła
Po formalnej likwidacji Ukraińskiej Cerkwi greckokatolickiej Dmyterko ukrywał się w swojej matki w Kołomyi. W tym czasie biskup Iwan Słeziuk, wobec pogarszającego się stanu zdrowia, zaczął poszukiwać kandydata na swojego następcę. Za radą protoihumena Borysa Pachomija, który wskazywał na wykształcenie i doświadczenia Sofrona Dmyterki, zdecydował się właśnie na niego. 30 listopada 1968 Słeziuk w sekrecie wyświęcił go, jednak wiadomość o tym dotarła do KGB.
W 1973 Dmyterko został zatrzymany przez KGB. Został wywieziony do obozu pracy w okolicach Ługańska, skąd wrócił po dwóch latach z zakazem pracy duszpasterskiej. Mimo tego prowadził nielegalne działania ewangelizacyjne i organizował podziemne struktury Cerkwi greckokatolickiej. W tajemnicy prowadził nauczanie kandydatów na kapłanów; łącznie wyświęcił ich 65. Jawną działalność duszpasterską podjął dopiero w latach 80.